# Мокроусов, Владимир Петрович
Владимир Петрович Мокроусов (28 февраля 1936 года, Первоуральск, Свердловская область, РСФСР, СССР — 16 февраля 2021 года, Москва, Россия) — советский и российский скульптор, народный художник Российской Федерации (2018), член-корреспондент Российской академии художеств (2007).

## Биография
Родился 28 февраля 1936 года в г. Первоуральск Свердловской области, жил и работал в Москве.
В 1971 году — окончил кафедру монументально-декоративной пластики МГХПА им. С. Г. Строганова, преподаватели: Е. Ф. Белашова, Г. И. Мотовилов, Р. Р. Иодко, Г. А. Шульц, В. И. Козлинский, С. Л. Рабинович.
С 1973 года — член Союза художников СССР, России.
С 1982 по 1985 годы — старший преподаватель кафедры скульптуры и композиции Российской академии живописи, ваяния и зодчества.
С 1990 по 1996 годы — член Правления секции скульптуры Московского союза художников.
В 2007 году — избран членом-корреспондентом Российской академии художеств от Отделения скульптуры.
Владимир Петрович Мокроусов умер 16 февраля 2021 года в Москве.

## Творческая деятельность
Основные монументальные произведения:
- монументальные скульптурные композиции — «Защитникам г. Курска» (1973, Курск), «Погибшим коммунарам» (в соавторстве с Н. П. Криволаповым, 1975, Курск), «У колыбели русского флота. Петр I» (1978, Калининград), «Святой Георгий Победоносец» (1993, на кровле здания Департамента строительства Москвы), мемориал «Победа» (1989—1991, г. Калач, Воронежская область), «Святая Великомученица Варвара с житием» (2007, г. Кемерово);
- памятники — Блюхеру (в соавторстве г. Кузнецовым, 1994, г. Уральск), Святому Благоверному Великому князю Даниилу Московскому (в соавторстве с А. И. Коровиным, 1997, Москва), памятник Первому Российскому генералиссимусу А. С. Шеину (в соавторстве с М. Э. Лушниковым, 2009, г. Азов), К. Минину и Д. Пожарскому (в соавторстве с М. Э. Лушниковым, 2013, село Николо Мудреево Ивановской области);
- скульптурные композиции для фонтанов — «Девочка под зонтиком» (1985, Калуга), «Девочка со стрекозой среди золотых лилий» (1987, Москва);
- геральдические рельефы (1989, здание посольства Польши в Москве);
- рельефы: «Святой Даниил Московский», «Герб Москвы», «Святой Георгий Победоносец» (в соавторстве с Г. И. Правоторовым, 1999, мэрия Москвы);
- памятный знак «Здесь место свято» на месте разрушенного храма Пресвятой Троицы в Полях (в соавторстве с М. Э. Лушниковым, 2001, Москва);
- поклонный канонический крест-распятие, Крест «Распятие Иисуса Христа на Голгофе»;
- крест-икона Преподобной Богородицы «Умиление» с Дивеевскими Святыми" (2004, Дивеево Нижегородской области).

Воссоздал скульптурные композиции «Святой Благоверный Великий князь Александр Невский», «Святитель Мирликийский Николай», «Святая праведная Елизавета», «Святой блаженный Николай Качанов» (западный фасад), горельеф «Давид после победы над Голиафом» (южный фасад) для скульптурного убранства Кафедрального соборного храма Христа Спасителя в Москве (1994—1999).
Основные станковые произведения:
- скульптурные композиции — «Футболист» (1984, бронза), «Пианистка» (1985, керамика), серия «Обнаженная» (1986—1993, бронза, 10 произведений), «Император Петр I — родоначальник русского флота» (1990, дерево, Музей «Ботик», г. Переславль Залесский), «Скульптор С. Т. Коненков» (1991, дерево, Художественный музей имени И. Терещенко, Киев), «Священник» (1994, бронза), «Скорбящий» (1995, бронза), «Нищая»(1996, бронза), «Святая Варвара» (2005, бронза музей «Наша эпоха», Москва), портреты — скульптора Н. П. Криволапова (1972, бронза), танкиста С. Е. Захарченко (1997, бронза), скульптора Н. П. Криволапова (1998, бронза), отца, П. А. Мокроусова (1998, бронза), Блюхера (1994, бронза, музей вооруженных сил, Москва), иконы — «Пресвятая Варвара» (2005, бронза), «Царская семья со слугами», «Казанская Богоматерь», «Святитель Мирликийский Николай» (2013—2014, бронза, монастырь Казанской Божией Матери (Ключевская обитель), Республика Мордовия).

С 1971 года — постоянный участник московских, всероссийских, зарубежных и международных выставок.
Станковые произведения представлены во многих музеях России и зарубежных коллекциях.

## Награды
- Народный художник Российской Федерации (2018)[1]
- Заслуженный художник Российской Федерации (2000)[2]
- Медаль «За трудовое отличие» (1986)
- Медаль «В память 850-летия Москвы» (1997)
- Орден Святого благоверного князя Даниила Московского III степени (1998)
- медаль Святителя Николая Чудотворца Русской Православной Церкви (2003)
- бронзовая медаль «Участник воссоздания храма Христа Спасителя» (2000)
- Почётный работник культуры Кемеровской области (2007)
- памятная медаль «60 лет Киргизской ССР» и Знак отличия (1984)
- золотая медаль Губернатора Кемеровской области (2007)
- лауреат всесоюзных, всероссийских и международных конкурсов по монументальному искусству